# Мериленд (линеен кораб, 1920)
Мериленд (на английски: USS Maryland (BB-46), също известен и като „Old Mary“) е линеен кораб на САЩ. Вторият кораб от типа „Колорадо“ (или типа „Мериленд“), които стават последните супердредноути на ВМС на САЩ, построени в хода на Първата световна война до сключването на Вашингтонския морски договор от 1922 г.. Става вторият линкор на ВМС на САЩ в качеството на главен калибър на който се използват 406 мм морски оръдия 16"/45 Mark 1.
„Мериленд“ е третият кораб във ВМС на САЩ, който е наречен в чест на едноименния щат. Линкорът е въведен в експлоатация през 1921 г. В качеството на флагмански кораб на ВМС на САЩ извършва поход до Австралия, Нова Зеландия и Бразилия.
„Мериленд“ се прославя по време на службата си в периода на Втората световна война. Линкорът се намира в Пърл Харбър по време на японското нападение, и е леко повреден в резултат на бомбардировката. С връщането си към бойна служба, през 1942 г., „Мериленд“, поддържа флота с огъня си в битката за Мидуей, а след това патрулира около Фиджи, охранявайки крайбрежието от японско нахлуване. Нататък той участва в настъплението на ВМС на САЩ по Тихия океан. Започвайки от бомбардировки на бреговите укрепления в битката за Тарава и по-късно в битката за Куаджалин. В битката за Сайпан линкорът е ударен от торпедо, което води до ремонт и преоборудване. След това „Мериленд“ взема участие в сраженията в залива Лейте, където корабът е уцелен от „камикадзе“. Корабът е ударен от още един „камикадзе“ по време на битката за Окинава, в края на Втората световна война се намира на ремонт.
След участието си в операция „Вълшебно килимче“, той е изваден от експлоатация през 1947 г. и е продаден за скрап през 1958 г. По време на службата си в периода на Втората световна война линкорът получава седем бойни звезди.